# Leda (måne)
Leda är en av Jupiters månar. Den upptäcktes 1974 av Charles T. Kowal vid Palomarobservatoriet.
Månen är namngiven efter den mytologiska gestalten Leda, som var drottning av Sparta. Leda fick sitt nuvarande namn 1975, i enlighet med ett förslag från upptäckaren Kowal.
Den tillhör Himalia-gruppen som består av fem månar som roterar kring Jupiter mellan de galileiska månarna och de yttre månarna på ett avstånd mellan 11 000 000 km och 13 000 000 km med en lutning på cirka 27,5°. Leda är Himalia-gruppens minsta måne.